# Gleby brązowe
Gleby brązowe (także cynamonowe) – gleby o szarobrunatnym zabarwieniu dobrze rozwiniętego poziomu próchniczego, charakterystyczne dla klimatu subtropikalnego - śródziemnomorskiego, w którym lato jest suche, zaś zima ciepła i wilgotna. Typową roślinnością porastającą gleby cynamonowe są kserotermiczne lasy subtropikalne runem trawiastym. Obecnie gleby te są zaliczane do różnych jednostek taksonomicznych gleb.